# Wilhelm Spiritus

Wilhelm Spiritus, 1875

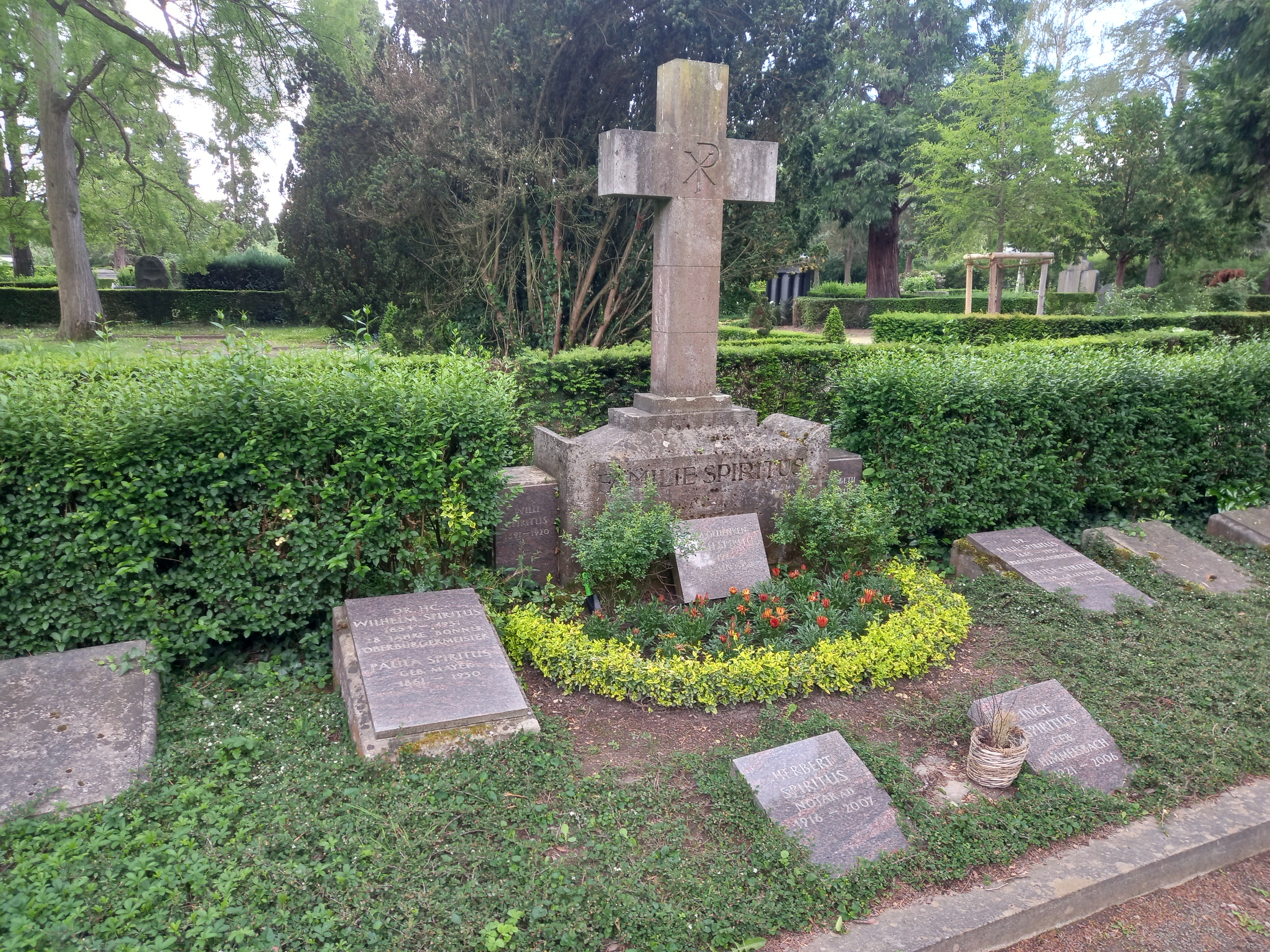
Das Grab von Wilhelm Spiritus und seiner Ehefrau Paula geborene Mayer im Familiengrab auf dem Südfriedhof (Bonn)

Wilhelm Spiritus (* 24. Februar 1854 in Köln; † 27. Dezember 1931 in Bonn) war Oberbürgermeister von Bonn.

## Leben
Spiritus entstammte einem protestantischen, bürgerlichen Elternhaus und studierte nach dem Abitur 1872 Rechtswissenschaften in Heidelberg, wo er Mitglied des Corps Rhenania war, an der Reichsuniversität Straßburg und an der Universität Bonn. 1875 legte er das Referendarexamen ab, woraufhin Anfang September dieses Jahres seine Ernennung zum Gerichtsreferendar folgte. Im Februar 1880 absolvierte Spiritus schließlich die große Staatsprüfung für Juristen. Nach seinem Studium kehrte er nach Köln zurück und arbeitete als Assessor am Kölner Amtsgericht. Im Herbst 1886 wechselte er auf eine Verwaltungslaufbahn, zunächst als juristischer Hilfsarbeiter bei der Stadtverwaltung Köln. Ab 1887 war er Beigeordneter des Oberbürgermeisters Wilhelm von Becker. Er bewarb sich von dort aus erfolgreich um das Amt des Bonner Oberbürgermeisters, in das er am 17. Mai 1891 einstimmig von der Stadtverordnetenversammlung gewählt und am 18. Juli 1891 eingeführt wurde. Während seiner Amtszeit trieb er die Entwicklung der Stadt auf vielen Gebieten voran. Besonders hervorzuheben ist der Bau der ersten Rheinbrücke Bonns.
1892 wurde er auf Präsentation der Stadt als Mitglied des preußischen Herrenhauses berufen. Ebenfalls ab 1892 war er Mitglied des Provinziallandtages und ab 1909 dessen Vorsitzender. 1896 ließ er sich am Rhein eine eigene Villa erbauen, die Villa Spiritus.
Wegen seines besonderen Einsatzes für Bonn während des Ersten Weltkriegs wählten die Bonner Stadtverordneten Wilhelm Spiritus am 16. April 1915 zum Oberbürgermeister auf Lebenszeit, was einmalig in der Geschichte Bonns geblieben ist. Auf Wunsch des Stadtrats leitete er während der britischen Besatzungszeit die Geschäfte zunächst weiter, zog sich dann aber zurück. Nachdem Fritz Bottler am 15. Dezember 1919 von der Stadtverordnetenversammlung zu Spiritus’ Nachfolger gewählt wurde, endete seine Amtszeit zum 31. Dezember.
1931 starb Wilhelm Spiritus in Bonn und wurde auf dem dortigen Südfriedhof beigesetzt. Sein Nachfolger im Amt des Oberbürgermeisters wurde Fritz Bottler.
Der Sohn Paul Spiritus strebte eine Karriere als preußischer Verwaltungsbeamter an und war nach Ausheilung seiner schweren Kriegsverletzung 1919–1920 Landrat des Kreises Westprignitz in der Provinz Brandenburg.

## Ehrungen und Würdigungen
Als besondere Anerkennung seiner Verdienste verlieh ihm der Stadtrat am 1. Juli 1920 die Ehrenbürgerschaft der Stadt Bonn und die juristische Fakultät ernannte ihn zum Ehrendoktor.
1932 erhielt das Rheinufer zwischen der Zweiten Fährgasse und der Dahlmannstraße in der Gronau ihm zu Ehren den Namen Wilhelm-Spiritus-Ufer.